# 今泉健一
今泉 健一（いまいずみ けんいち、1934年3月13日 - 2018年12月23日）は、新潟県出身の元バスケットボール選手である。

## 人物
明治大学卒業後、日本鉱業に入社。全日本チームに選ばれ、メルボルン・ローマの五輪2大会に出場した。
2005年、bjリーグ・新潟アルビレックスBBホーム開幕戦に来場（元新潟GMでbjリーグコミッショナーの河内敏光は明大の後輩に当たる）。
2006年から2010年まで明治大学校友会我孫子地域支部長を務めていた。

## 日本代表歴
- 1956メルボルン五輪
- 1958アジア大会
- 1960ローマ五輪